# Голяма червена чинка
Голяма червена чинка (Carpodacus rubicilla) е вид птица от семейство Чинкови (Fringillidae).

## Разпространение и местообитание
Видът е разпространен в тундрата и умерените пасища на Афганистан, Азербайджан, Грузия, Казахстан, Киргизстан, Монголия, Пакистан, Русия, Таджикистан и Узбекистан, както и на изток до Китай.